# Kanton Montbenoît
Der Kanton Montbenoît war bis 2015 ein französischer Wahlkreis im Département Doubs und in der damaligen Region Franche-Comté. Er umfasste 16 Gemeinden im Arrondissement Pontarlier; sein Hauptort (frz.: chef-lieu) war Montbenoît. Die landesweiten Änderungen in der Zusammensetzung der Kantone brachten im März 2015 seine Auflösung. Vertreter im conseil général des Départements war zuletzt von 1998 bis 2015 Alain Marguet.

## Gemeinden
- Arc-sous-Cicon
- Arçon
- Aubonne
- Bugny
- Gilley
- Hauterive-la-Fresse
- La Chaux
- La Longeville
- Les Alliés
- Maisons-du-Bois-Lièvremont
- Montbenoît
- Montflovin
- Ouhans
- Renédale
- Saint-Gorgon-Main
- Ville-du-Pont